# Murtaugh Peak
Murtaugh Peak är en bergstopp i Antarktis. Den ligger i Västantarktis. Inget land gör anspråk på området. Toppen på Murtaugh Peak är 3 085 meter över havet.
Terrängen runt Murtaugh Peak är kuperad åt nordväst, men åt sydost är den bergig. Trakten är obefolkad. Det finns inga samhällen i närheten. 